# Jessie Fleming
Jessie Alexandra Fleming, född 11 mars 1998 i London i Ontario, är en kanadensisk fotbollsspelare som spelar för Chelsea.
Fleming blev olympisk bronsmedaljör i fotboll vid sommarspelen 2016 i Rio de Janeiro. Vid olympiska sommarspelen 2020 i Tokyo var Fleming en del av Kanadas lag som tog guld.